# Karen Bramson
Karen Bramson, née Karen Adler le 10 août 1876 à Copenhague et décédée le 26 janvier 1936 à Paris 6e,, est une écrivaine danoise et traductrice du danois en français.
Ses cendres ont été déposées dans la case 1062 du columbarium du Père-Lachaise.

## Biographie
Karen Bramson est une autrice de pièces de théâtres danoise connue en Europe et aux États-Unis au début du XXe siècle.
Elle séjourne à Paris durant l'hiver avant-guerre. En 1927, elle obtient le Prix Fabien de l'Académie française pour Parmi les hommes.

## Œuvres

### Théâtre
- Puissance de roi, 1912
- Le Dictateur, 1925
- Le Professeur Klénow, 1923 (pièce de théâtre en trois actes)

### Romans
- Mennesker af vor Tid, 1916 (Une femme libre, 1917)
- Un révolté, 1919
- Nous, les Barbares..., 1929
- Une amoureuse, 1930
- Une nuit d'amour, 1931
- Un seul homme, 1932
- Lueur dans nos ténèbres, 1935

## Distinction
Officier de la Légion d'honneur (1927), chevalier en 1920